# Lonsdale Belt

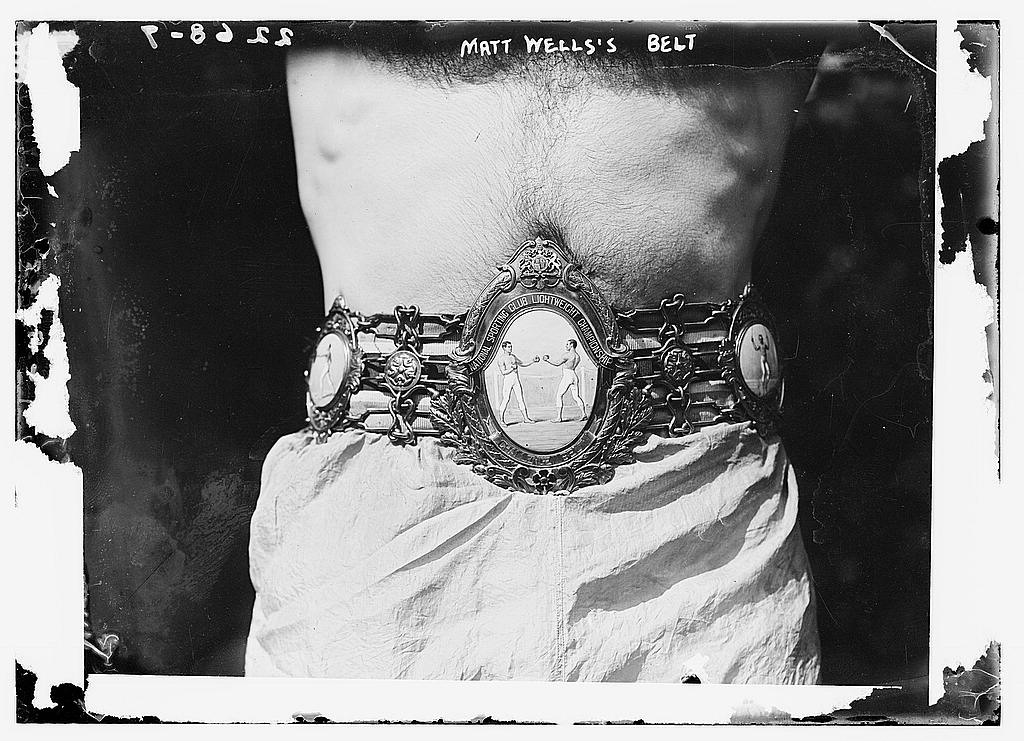
Alte Version des Lonsdale Belt (Matt Wells, 1911)

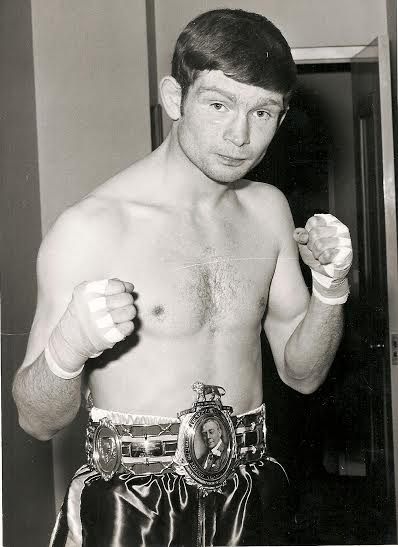
Des Rea mit der neuen Version des Lonsdale Belt (1968)

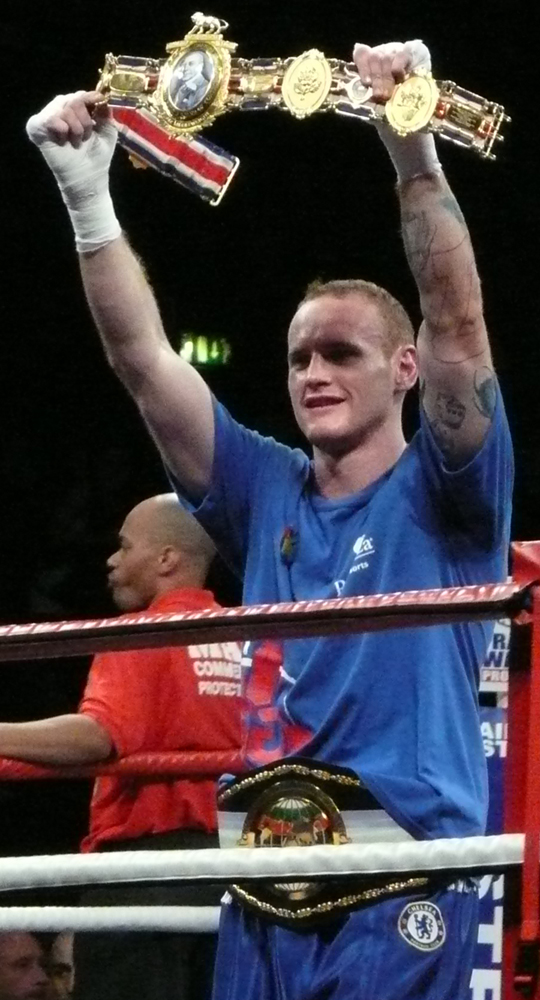
George Groves mit dem Lonsdale Belt (2011)

Der Lonsdale Belt, korrekterweise Lord Lonsdale Challenge Belt, ist ein britischer Meisterschaftsgürtel aus dem Profiboxsport, der vom British Boxing Board of Control (BBBofC) an Britische Meister jeder Gewichtsklasse vergeben wird, die vier solcher Titelkämpfe gewinnen konnten. Er wurde 1909 von Hugh Lowther, dem Earl of Lonsdale, als National Sporting Club’s Challenge Belt eingeführt und gilt als der weltweit älteste noch vergebene Meisterschaftsgürtel im Boxsport.

## Regeln
Ein Profiboxer erhält einen Lonsdale Belt als Prestigeobjekt, wenn er vier Titelkämpfe um die Britische Meisterschaft gewinnt. Dabei spielt es keine Rolle, ob er den Titel einmal gewinnt und dreimal verteidigt, oder im Laufe seiner Karriere viermal den Meistertitel erringt. Ein Boxer kann pro Gewichtsklasse nur einen Gürtel erkämpfen.

## Geschichte
Hugh Lowther war Schirmherr und erster Präsident der 1891 in London gegründeten Boxorganisation National Sporting Club. Ursprünglich ging der nach dem Club benannte Gürtel in den Besitz Britischer Meister über, die ihren gewonnenen Titel zweimal verteidigt hatten. Erster Titelinhaber wurde 1909 der Leichtgewichtler Freddie Welsh, erster Schwergewichtsträger 1911 Billy Wells. 
Die damaligen Gürtel bestanden noch aus 9- bis 22-karätigem Gold mit emailliertem Hauptschild auf der Vorderseite, auf dem sich ein Abbild zweier Boxer in einem Ring befand. Dieser Schild war unterhalb von einem vergoldeten Eichenblatt umrahmt. Zudem gab es vier weitere Schilder mit Abbildungen von Boxern. Der Gürtel selbst wurde durch ein Band in den Farben Rot, Weiß und Blau gebildet.
Seit 1929 wird der Gürtel vom britischen Profiboxverband BBBofC vergeben. Dieser ersetzte 1936/37 das Motiv des Hauptschildes durch ein Porträt des Gründers Lord Lonsdale, welches oberhalb von einem Löwen abgeschlossen wird. Auf den vier Sekundärschildern befinden sich seitdem die Nationalblumen Shamrock (Nordirland), Disteln (Schottland), Rosen (England) und Narzissen (Wales). Nach dem Zweiten Weltkrieg wurde das Gold durch vergoldetes Sterlingsilber ersetzt, das dreifärbige Band blieb erhalten.
Bis 1987, als drei erfolgreiche Titelkämpfe für einen Lonsdale Belt ausreichten, konnten Boxer mehrere dieser Gürtel in einer Gewichtsklasse erkämpfen. Rekordhalter ist Henry Cooper mit zehn gewonnenen Titelkämpfen und drei Gürteln im Schwergewicht.

## Sonstiges
21 Boxer kamen in den Besitz eines Lonsdale Belt des National Sporting Clubs. Jener von Digger Stanley, dem ersten Titelträger im Bantamgewicht, wurde nach dessen Tod 1919 von seiner Witwe an den Club verkauft, welcher ihn an Titelträger Johnny Brown aushändigte. Dessen Sohn übergab den Gürtel später dem Museum of London Docklands, wo er der Öffentlichkeit zugänglich ist. Die Gürtel der Waliser Johnny Owen, Jimmy Wilde und Howard Winstone, sind im Museum of Welsh Life in Cardiff ausgestellt.
2011 wurde der Lonsdale Belt des Weltergewichtlers Jack Hood bei einer Auktion für 36.000 £ versteigert.